# Manuel Blasco de Nebra
Manuel Blasco de Nebra (* 2. Mai 1750 in Sevilla; † 12. September 1784 ebenda) war ein spanischer Komponist und Organist.

## Leben und Wirken
Blasco de Nebra wurde in Sevilla geboren. Sein aus Aragonien stammender Vater war José Blasco de Nebra (Lacarra), der seit 1735 als zweiter Organist der Kathedrale von Sevilla tätig war. Bei ihm erhielt Manuel Orlandi Blasco de Nebra seine erste musikalische Ausbildung. Um 1766 ging er nach Madrid und wohnte bei seinem Onkel José de Nebra, der als Organist für die königliche Kapelle von König Karl III. arbeitete. Sein Onkel setzte Blasco de Nebras musikalische Ausbildung fort und machte ihn mit zahlreichen zeitgenössischen Werken für Tasteninstrumente vertraut. 1768 – nach dem Tod seines Onkels – kehrte Blasco de Nebra nach Sevilla zurück, vertrat seinen erblindeten Vater als Organist der Kathedrale und wurde 1778 dessen Nachfolger. Er konnte sehr gut vom Blatt spielen, war bekannt für sein ausgezeichnetes Spiel auf der Orgel, dem Cembalo und dem Hammerklavier und für sein Improvisationstalent. Um 1780 veröffentlichte er seine Seis sonatas para clave, y fuerte piano. Während seines kurzen Lebens – er verstarb vor seinem Vater – komponierte er etwa 170 Werke, von denen jedoch nur 26 Sonaten und 6 Pastorellas für Tasteninstrumente erhalten sind. Die Manuskripte seiner Werke werden im Convento de la Encarnación in Osuna, im Kloster Santa Clara in Sevilla und im Kloster Montserrat aufbewahrt. Die Library of Congress besitzt die Erstausgabe einer Sammlung von sechs Sonaten aus dem Jahr 1780.

## Werke
- Seis sonatas para clave y fuerte-piano op. 1 (Madrid, 1780)
- Sechs Pastorellas und zwölf Sonatas (Manuskript des Klosters Montserrat)
- Sechs Cembalosonaten (Convento de la Encarnación, Osuna)

## Diskografie
- Blasco de Nebra: Complete Keyboard Sonatas Vol 1 von Pedro Casals, Naxos 2009.[6]
- Blasco de Nebra: Complete Keyboard Sonatas Vol 2 von Pedro Casals, Naxos 2010.
- Blasco de Nebra: Complete Keyboard Sonatas Vol 3 von Pedro Casals, Naxos 2010.
- Blasco de Nebra: Piano Sonatas von Javier Perianes, Harmonia Mundi / IODA, 2010.
- Blasco de Nebra: Complete Piano Works, Vol. 1 von Pedro Piquero, Columna Música, 2009.
- Blasco de Nebra: Complete Piano Works, Vol. 2 von Pedro Piquero, Columna Música, 2010.
- Blasco de Nebra: Complete Piano Works, Vol. 3 von Pedro Piquero, Columna Música, 2011.
- Blasco de Nebra: Complete Piano Works, (3 CDs) von Pedro Piquero, Brilliant Classics, 2025